# Vickers Vigilant

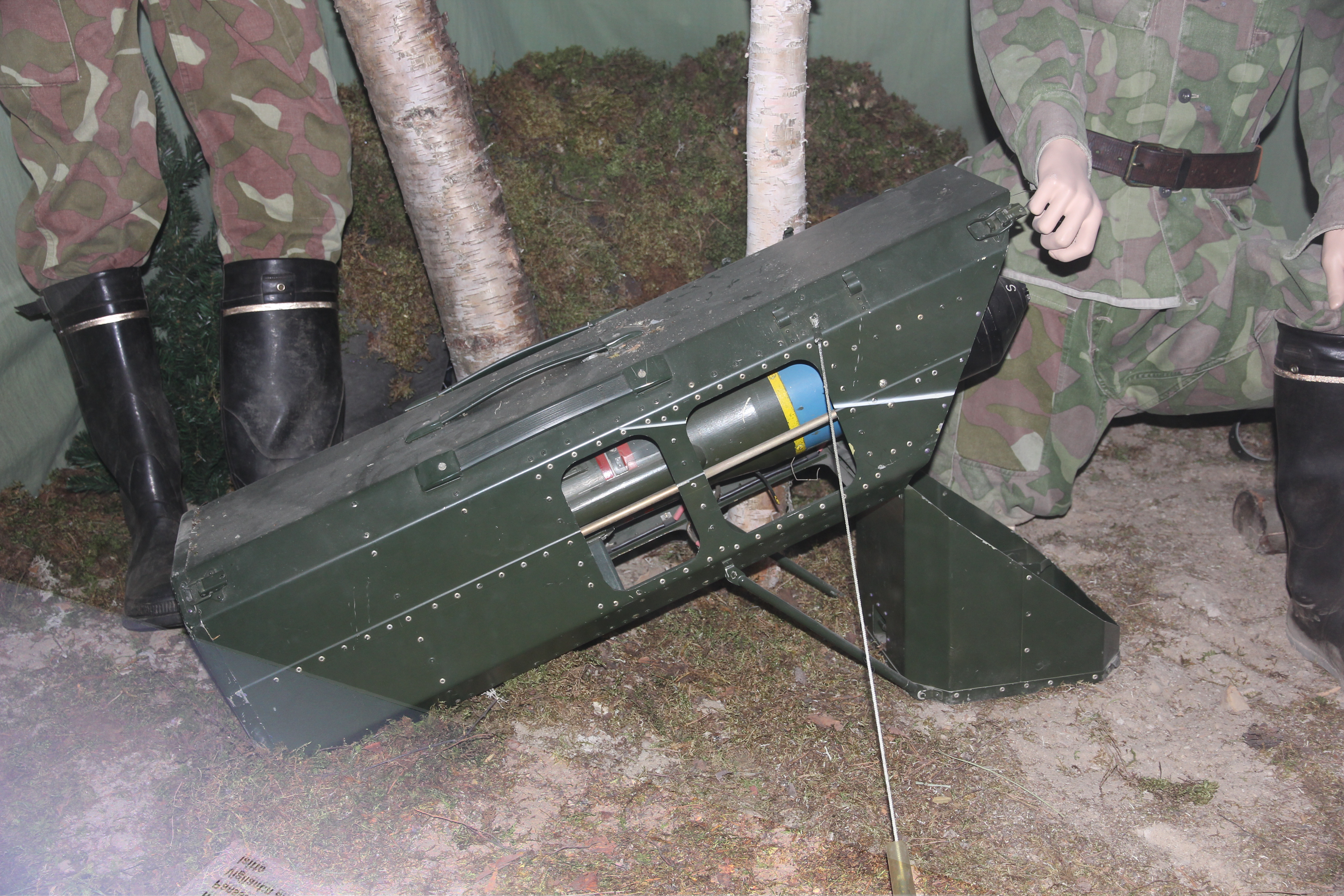
Vickers Vigilant

Vickers Vigilant var en brittisk 1960-tals pansarvärnsrobot som användes av den brittiska armén. Den var också licensbyggd i USA av Clevite för USA:s Marinkår. Vikten var 14 kg och räckvidden var 200 meter.